# Bántó István
Bántó István (Hadad, 1929. január 8. – 2015. december 10.) újságíró, műfordító. Id. Bántó István tanító fia.

## Életútja
Középiskolai tanulmányait Zilahon végezte, 1951-ben a Bolyai Tudományegyetemen szerzett orosz nyelv- és irodalomtanári oklevelet. A Móricz Zsigmond Kollégium tagja volt. 1951-től a Külföldi Kultúrkapcsolatok Román Intézetében Bukarestben teljesített szolgálatot. 1958-tól 1990-ig a Tanügyi Újságot szerkesztette. Hivatalos kiadványokat szerkesztett és fordított magyar nyelvre.  A rendszerváltás után 1990-től 1993-ig a Közoktatás című havonként megjelenő folyóiratot szerkesztette. 1993-ban vonult nyugalomba.
Könyvismertetései és oktatáspolitikai cikkei megjelentek  az Igaz Szó, Falvak Dolgozó Népe, Új Élet, Munkásélet, Romániai Magyar Szó, Új Magyar Szó, Bukaresti Magyar Közlöny hasábjain. Kós Károllyal magyarra fordította Mihail Szaltikov-Scsedrin meséit (1954). Kismonográfiát írt a bukaresti református Egyházi Újság című lapról. Művelődéstörténeti tanulmányokat írt Szilágy megye Zilahon megjelenő Hepe-Hupa című kiadványába. (2010). Részt vett a magyar kulturális civilszervezetek munkájában.

## Társasági tagság
- Kós Ferenc Kör
- Bukaresti Petőfi Művelődési Társaság